# Rajd Wielkiej Brytanii 2006

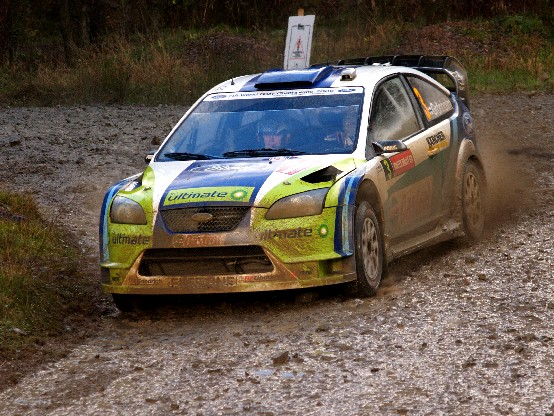
Marcus Gronholm podczas rajdu

Rezultaty Rajdu Wielkiej Brytanii, eliminacji Rajdowych Mistrzostw Świata, w 2006 roku, który odbył się w dniach 1-3 grudnia:

## Klasyfikacja końcowa
| Msc. | Kierowca           | Pilot               | Samochód                 | Czas      | Strata    | Grupa | Punkty |
| ---- | ------------------ | ------------------- | ------------------------ | --------- | --------- | ----- | ------ |
| 1    | Marcus Grönholm    | Timo Rautiainen     | Ford Focus RS WRC 06     | 3:20:24.8 | 0.0       | A8 M  | 10     |
| 2    | Manfred Stohl      | Ilka Minor          | Peugeot 307 WRC          | 3:22:00.3 | 1:35.5    | A8 M  | 8      |
| 3    | Petter Solberg     | Phil Mills          | Subaru Impreza WRC 06    | 3:22:20.0 | 1:55.2    | A8 M  | 6      |
| 4    | Jari-Matti Latvala | Miikka Anttila      | Ford Focus RS WRC 06     | 3:23:01.9 | 2:37.1    | A8 M  | 5      |
| 5    | Xavier Pons        | Carlos Del Barrio   | Citroën Xsara WRC        | 3:23:44.7 | 3:19.9    | A8 M  | 4      |
| 6    | Chris Atkinson     | Glenn MacNeall      | Subaru Impreza WRC 06    | 3:23:52.3 | 3:27.5    | A8 M  | 3      |
| 7    | Dani Sordo         | Marc Marti          | Citroën Xsara WRC        | 3:24:33.1 | 4:08.3    | A8 M  | 2      |
| 8    | François Duval     | Patrick Pivato      | Škoda Fabia WRC          | 3:24:47.4 | 4:22.6    | A8    | 1      |
| 9    | Harri Rovanperä    | Risto Pietiläinen   | Škoda Fabia WRC          | 3:28:25.1 | +8:00.3   | A8 M  |        |
|      |                    |                     |                          |           |           |       |        |
| 40   | Michał Sołowow     | Maciej Baran        | Mitsubishi Lancer Evo IX | 4:10:06,2 | 49:41,4   | N4    |        |
|      |                    |                     |                          |           |           |       |        |
| 70   | Maciej Oleksowicz  | Andrzej Obrębowski  | Subaru Impreza STi N12   | 4:39:35,7 | 1:19:10,9 | N4    |        |
| JWRC |                    |                     |                          |           |           |       |        |
| 1.   | Jaan Mölder        | Katrin Becker       | Suzuki Swift S1600       | 3:55:04.7 | 0.0       | A6    | 10     |
| 2.   | Luca Betti         | Piercarlo Capolongo | Renault Clio S1600       | 3:57:00.3 | 1:55.6    | A6    | 8      |
| 3.   | Aaron Burkart      | Tanja Geilhausen    | Citroën C2 S1600         | 4:00:50.2 | 5:45.5    | A6    | 6      |
| 4.   | Barry Clark        | Scott Martin        | Ford Fiesta ST           | 4:04:23.2 | 9:18.5    | N3    | 5      |
| 5.   | Fabio Fiandino     | Sabrina de Castelli | Citroën C2 R2            | 4:04:53.2 | 9:48.5    | A6    | 4      |
| 6.   | Patrik Sandell     | Emil Axelsson       | Renault Clio S1600       | 4:06:07.4 | 11:02.7   | A6    | 3      |
| 7.   | James Wozencroft   | Robert Fagg         | Suzuki Ignis S1600       | 4:06:30.6 | 11:25.9   | A6    | 2      |
| 8.   | Andrea Cortinovis  | Massimiliano Bosi   | Renault Clio RS          | 4:07:48.8 | 12:44.1   | N3    | 1      |

## Nie ukończyli
- Mikko Hirvonen
- Andreas Aigner
- Mark Higgins
- Glenn MacHale
- Kris Meeke

## Zwycięzcy odcinków specjalnych
| Numer | Nazwa         | Zwycięzca                   |
| ----- | ------------- | --------------------------- |
| OS1   | Port Talbot 1 | M. GRÖNHOLM / T. RAUTIAINEN |
| OS2   | Resolfen 1    | M. GRÖNHOLM / T. RAUTIAINEN |
| OS3   | Rheola 1      | M. GRÖNHOLM / T. RAUTIAINEN |
| OS4   | Port Talbot 2 | M. STOHL / I. MINOR         |
| OS5   | Resolfen 2    | M. GRÖNHOLM / T. RAUTIAINEN |
| OS6   | Rheola 2      | P. SOLBERG / P. MILLS       |
| OS7   | Crychan 1     | X. PONS / C. DEL BARRIO     |
| OS8   | Epynt 1       | M. GRÖNHOLM / T. RAUTIAINEN |
| OS9   | Halfway 1     | M. GRÖNHOLM / T. RAUTIAINEN |
| OS10  | Crychan 2     | M. STOHL / I. MINOR         |
| OS11  | Epynt 2       | M. GRÖNHOLM / T. RAUTIAINEN |
| OS12  | Halfway 2     | M. GRÖNHOLM / T. RAUTIAINEN |
| OS13  | Cardiff       | M. GRÖNHOLM / T. RAUTIAINEN |
| OS14  | Brechfa 1     | P. SOLBERG / P. MILLS       |
| OS15  | Trawscoed 1   | D. SORDO / M. MARTI         |
| OS16  | Brechfa 2     | P. SOLBERG / P. MILLS       |
| OS17  | Trawscoed 2   | P. SOLBERG / P. MILLS       |

## Klasyfikacja końcowa sezonu 2006
Tabele przedstawiają tylko pięć pierwszych miejsc.

### Kierowcy
| Lp. | Kierowca        | Pkt |
| --- | --------------- | --- |
| 1   | Sébastien Loeb  | 112 |
| 2   | Marcus Grönholm | 111 |
| 3   | Mikko Hirvonen  | 65  |
| 4   | Manfred Stohl   | 54  |
| 5   | Daniel Sordo    | 49  |

### Producenci
| Lp. | Producent                  | Pkt |
| --- | -------------------------- | --- |
| 1   | BP Ford World Rally Team   | 195 |
| 2   | Kronos Total Citroën WRT   | 166 |
| 3   | Subaru World Rally Team    | 106 |
| 4   | OMV Peugeot Norway         | 88  |
| 5   | Stobart VK Ford Rally Team | 44  |